# Mina for You
Mina for You è il sedicesimo album della cantante italiana Mina, pubblicato nel luglio 1969 dalla PDU.

## Descrizione
Contiene solo brani cantati in inglese ed è inserito fra gli album studio nella discografia ufficiale in italiano della cantante.
Prodotto da James Nebb, è composto esclusivamente da cover di canzoni straniere, ed è legato alle due raccolte: Mina (Regalia RMS 5000) e More Than Strangers (Regalia RMS 5003), prodotte da Nebb nel 1969 per il mercato anglofono e presenti nella discografia straniera dell'artista.
Nella seconda metà del 1969 è giunto fino alla quarta posizione nella graduatoria settimanale degli album, per risultare il 19° più venduto durante lo stesso anno. L'iniziale successo di vendite ha portato alla ristampa dell'LP già a ottobre.
Nel 1970 viene pubblicato su audiocassetta con il colore di fondo della copertina blu (PDU PMA 502), che in occasione delle ristampe del 1986 (PDU PMM 502) tornerà a coincidere con quello dell'LP (PDU PLD M 5006 e P 025013). Nel 2001 sarà rimasterizzato su CD (EMI e PDU 5364862) e distribuito per il download digitale in formato MP3.
Arrangiamenti, adattamenti, orchestra e direzione d'orchestra: Augusto Martelli che si firma con lo pseudonimo Bob Mitchell.
 
Tecnico del suono: Nuccio Rinaldis

## I brani
Escludendo gli inediti, pubblicati per la prima volta in Italia su quest'album, le altre canzoni provengono dall'album Dedicato a mio padre del 1967.

### Inediti
- I Won't Cry Anymore
Versioni originali di Tony Bennett (album Because of You, 1952) e Dinah Washington.
- No Arms Can Ever Hold You
Brano evergreen di James Nebb in veste d'autore, lanciato da Pat Boone nel 1955 (singolo e album eponimo). E' stato tradotto in italiano da Mauro Gioia e Nino Rastelli col titolo Nessuno al mondo, e diventa nel 1960 uno dei cavalli di battaglia dell'allora giovane Peppino di Capri, che lo inserisce nel suo album con lo stesso titolo. Sempre nel 1960 Helen Merrill incide, in italiano la sua personale cover (RCA Italiana, Epa 30-387), per l'LP Helen Merrill in Italy del 1991 (Liuto Records, LRS 0063/5).
In italiano sarà ripreso ancora da Mina dieci anni più tardi nell'album ...quando tu mi spiavi in cima a un batticuore... del 1970 e da Oliver Fonsi nell'album Night club - Made in Italy (Nuova Canaria).
- You're Mine You
Risale al 1933 l'esecuzione di Guy Lombardo e la sua banda musicale, the "Royal Canadians", ma è anche titolo e brano di un album di Sarah Vaughan pubblicato nel 1962.
- Can't Help the Way I Am
Traduzione, curata da Art Crafer e dallo stesso Nebb, di Un colpo al cuore.
- I Want to Be Loved (But Only by You)
Ballata scritta da Savannah Churchill, incisa insieme a "The Sentimentalists" su un singolo del 1947, successivamente ripresa anche con successo da altri cantanti, per esempio Lionel Hampton.
- And My Heart Cried
Altro brano scritto dal binomio Crafer-Nebb, di cui esiste un'incisione di Lennie Peters (col nome d'arte Gary Hall) su un singolo del 1964.
- I'll Never Be Free
Già singolo negli USA per Kay Starr con Tennessee Ernie Ford nel 1950.

## Tracce
Lato A
1. I Won't Cry Anymore – 3:02 (testo: Fred Wise – musica: Al Frisch; edizioni musicali Chappell)
2. No Arms Can Ever Hold You – 2:38 (testo: Art Crafer – musica: Jimmy Nebb; edizioni musicali Metron)
3. I Should Care – 3:15 – da Dedicato a mio padre, 1967
4. Lazy River – 2:49 – da Dedicato a mio padre, 1967
5. You're Mine You – 3:18 (testo: Edward Heyman – musica: Johnny Green; edizioni musicali Chappell)
6. Can't Help the Way I Am (Un colpo al cuore) – 3:19 (testo: Art Crafer, Jimmy Nebb – musica: Giancarlo Bigazzi, Mario Capuano; edizioni musicali Duomo)

Lato B
1. I Want to Be Loved – 2:30 (Savannah Churchill; edizioni musicali Chappell)
2. And My Heart Cried – 3:10 (testo: Art Crafer – musica: Jimmy Nebb; edizioni musicali PDU)
3. That Old Feeling – 3:33 – da Dedicato a mio padre, 1967
4. The Man That Got Away – 2:44 – da Dedicato a mio padre, 1967
5. Johnny Guitar – 2:41 – da Dedicato a mio padre, 1967
6. I'll Never Be Free – 3:38 (Bennie Benjamin, George David Weiss; edizioni musicali D.R.)